# Sigismondo Pandolfo Malatesta en prière devant saint Sigismond
Sigismondo Pandolfo Malatesta en prière devant saint Sigismond (ou Saint Sigismond vénéré par Sigismond Malatesta) est une œuvre de Piero della Francesca, visible au Temple Malatesta  à Rimini en Émilie-Romagne (Italie).

## Histoire
C'est une fresque, datée et signée, de 257 × 345 cm réalisée en 1451, pour la Cella delle Reliquie du temple Malatesta, tombeau familial des Malatesta de Rimini. Elle a été peinte sur le mur de l'actuelle chapelle des reliques, jadis chapelle Saint Sigismond, pendant le règne du condottiere Sigismond Malatesta qui fit reconstruire l'église San Francesco pour en faire un mausolé classicisant dans le ton de la Renaissance développée à Rimini à cette époque .
Elle subsiste seule, endommagée, dans la chapelle rénovée depuis.

## Iconographie
La composition est tripartite. Au centre, Sigismond Malatesta est priant à genoux (orant) devant son saint protecteur dans une facture médiévale gothique, de profil dans le ton des envers de médaille. Il est surmonté du blason de ses armoiries.
À gauche,  saint Sigismond, martyr chrétien, roi des Burgondes, est assis sur un trône surmonté d'un dais, avec ses attributs (ici le globe et le sceptre).
À droite, deux chiens les accompagnent : un blanc, symbole de fidélité, et un noir, symbole de vigilance. Y figure aussi une vue circulaire du castello Sismondo.
Piero della Francesca combine l'iconographie des images religieuses figurant un donateur agenouillé devant son saint patron et celle du cérémonial ou de la scène d'audience qu'un suzerain accorde à son vassal. La fusion de ces deux traditions fait que les prières de Malatesta à saint Sigismond sont d'ordre public.

## Description

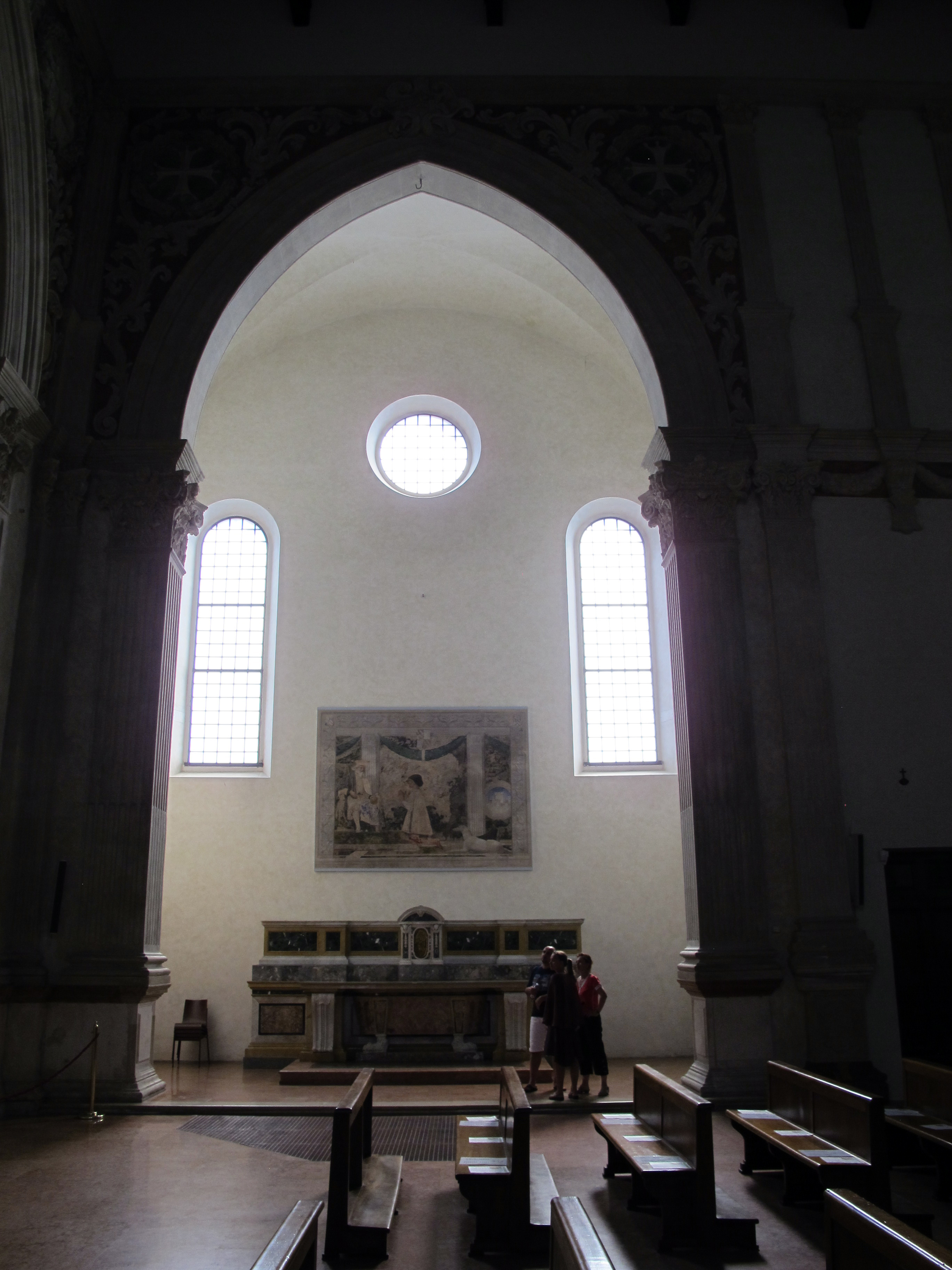
Le lieu de conservation.

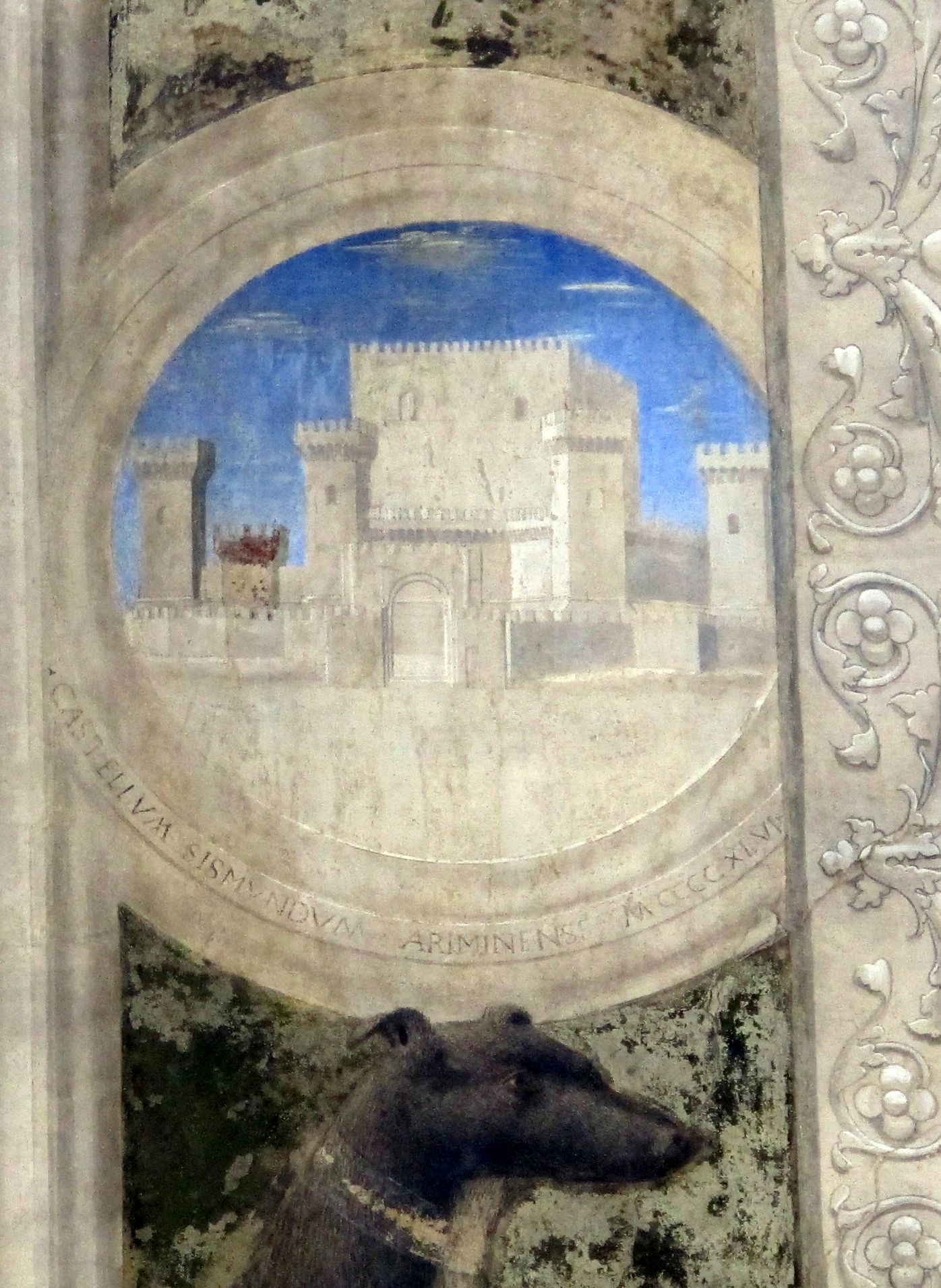
Inscription sous la forteresse.

Le décor peint est architectonique, composé de panneaux de marbre chiqueté encadrés de colonnes festonnées espacées, l'encadrement est à corniches décorées de rinceaux à cornes d'abondance. Des pilastres cannelés de marbre blanc délimitent des panneaux de marbre veiné surmontés d'une architrave. Le style de la pièce représentée s'harmonise parfaitement avec le décor de la chapelle Saint-Sigismond qui possède aussi des pilastres.
Saint Sigismond est représenté tourné, vu de trois-quarts, devant la colonne de gauche, assis sur son trône de roi des Burgondes, portant le sceptre appuyé sur son épaule droite, tenant un globe sur son genou gauche ; il porte un chapeau  à larges bords, surmonté d'une auréole dorée. Il est vu en légère contre-plongée dépassant du piédestal, les pieds cachés. 
Deux chiens, un blanc, un noir sont représentés posés au sol, la tête levée, en symétrie droite gauche, le blanc devant.
Dans un médaillon au-delà de la colonne de droite, est représentée une forteresse (celle des Malatesta, le Castel Sismondo) sur un fond d'azur.
Sur la fresque sont visibles les inscriptions.
- sur la base : pour la date de décoration du temple et de la consécration de la chapelle :

« SANCTVS SIGISMONDVS PANDVLPVS MALATESTA PAN. F. PETRI DE BVRGO OPVS MCCCCLI »
- dans le cadre rond : pour la date de construction de la forteresse :

« CASTELLVM SISMVNDVM ARIMINENSE MCCCCXLVI »

## Analyse

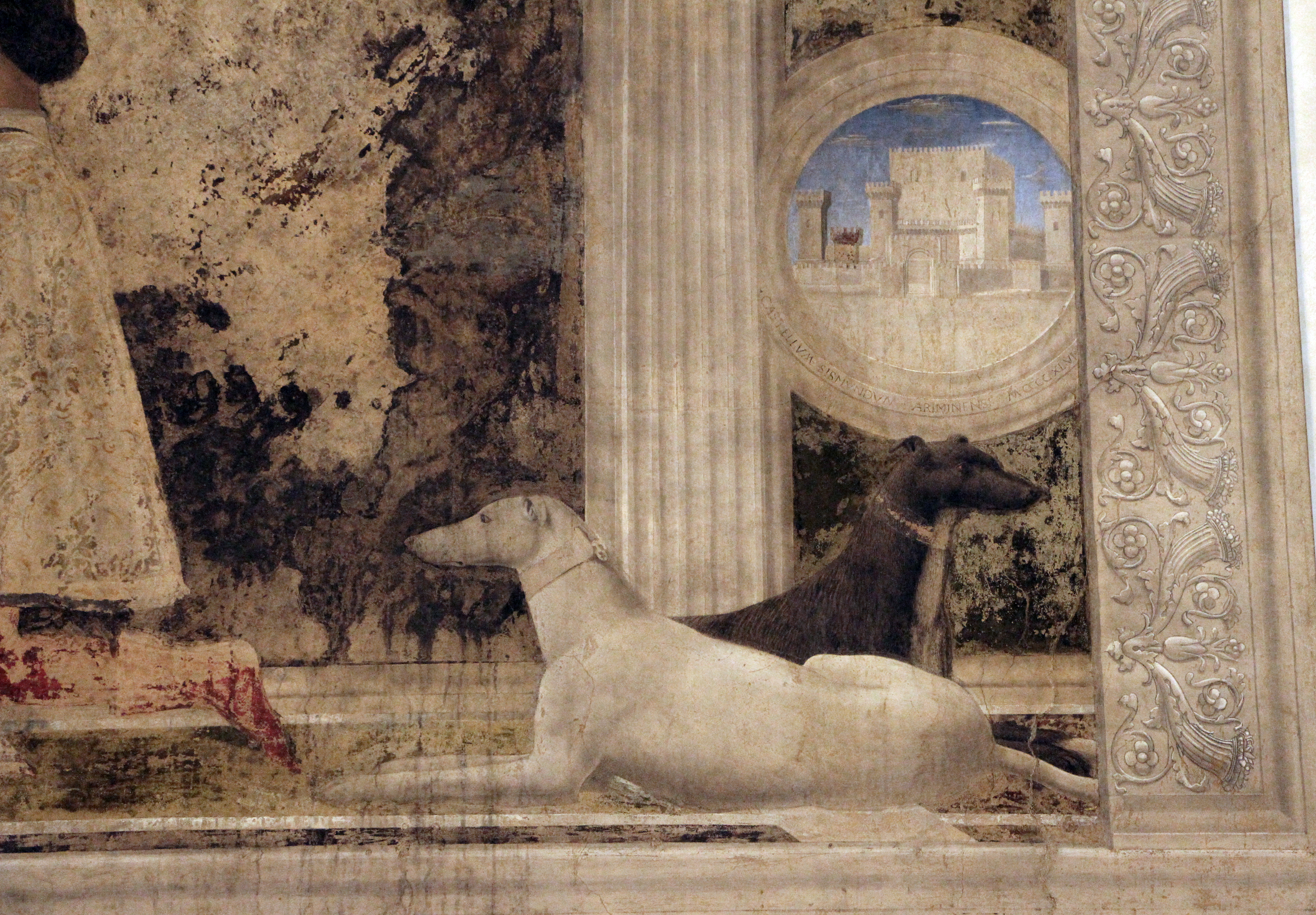
Détail des chiens et de la corniche d'encadrement à rinceaux et cornes d'abondance.

Le style est héraldique : deux chiens  de couleurs opposées, figures symboliques, croisées, vues de profil ; pas de perspective fuyante ; festons ; figure du personnage noble en  profil aplati.
La perspective est néanmoins sensible par la vue en contre-plongée du saint sur son piédestal et le carrelage fuyant en bas, et le blason en haut qui fait saillie.
Portant un costume royal et tenant le sceptre et le globe, saint Sigismond est plus figuré comme un roi que comme un saint. Piero élimine ainsi la distinction entre espace terrestre et céleste et crée pour ses figures un royaume idéal.
Saint Sigismond, roi des Burgondes et martyr, est le protecteur traditionnel des hommes d'armes. Il est mort jeune, et est pour la première fois représenté sous les traits d'un vieillard barbu. Piero della Francesca évoque ici un autre Sigismond, l'empereur Sigismond de Luxembourg (1361-1437), roi de Hongrie et de Bohême, couronné empereur en 1433 par Eugène IV, et qui ajoué un rôle important dans la vie de Malatesta en l'adoubant chevalier le 3 septembre 1433. Il donne au saint les traits de l'empereur, superpsant l'hommage au suzerain et à la dévotion au saint.
L'insertion d'un bâtiment séculier, le castel Sismondo, dans une peinture votive est inhabituelle. Le rondel dans lequel il apparait évoque une fenêtre percée dans le mur et donnant sur l'extérieur. En plaçant le château dans un cercle, le peintre utilise le vieux symbole de l'universalité, se référant au cercle comme à la forme de la cité idéale, idée très ancienne. En donnant au tondo l'apparence d'une fenêtre, il définit ainsi le personnage agenouillé comme un prince souverain, et son Etat comme une unité politique parfaite.
Piero della Francesca reprend la tradition des peintures franco-flamandes du XIVe siècle, des chiens qui accompagnent leur maître et donateur. Leur emplacement près des pieds de Sigismond évoque la fidélité tandis que leur pelage noir et blanc rappelle la dualité du jour et de la nuit, comme le fait qu'ils regardent dans des directions opposées. Traditionnellement, la Foi est associée au blanc, le chien blanc regarde d'ailleurs vers la scène de dévotion, il représente la foi catholique, tandis que le chien noir regarde vers le château, figurant la foi politique qui lie les sujets à leur prince. La fresque délivre aussi un message politique. Le seigneur de Rimini y reçoit son autorité d'un saint, mais aussi d'un empereur, et il la définit comme fondée sur toute la communauté, ce qui justifie l'inscription dédicatoire du Temple qui le consacre à Dieu et à la Cité.

### Sources et bibliographie
- Lionello Venturi, Piero della Francesca, collection Le Goût de notre temps, Skira, 1954, p. 42-45.